# Gábor Kubatov

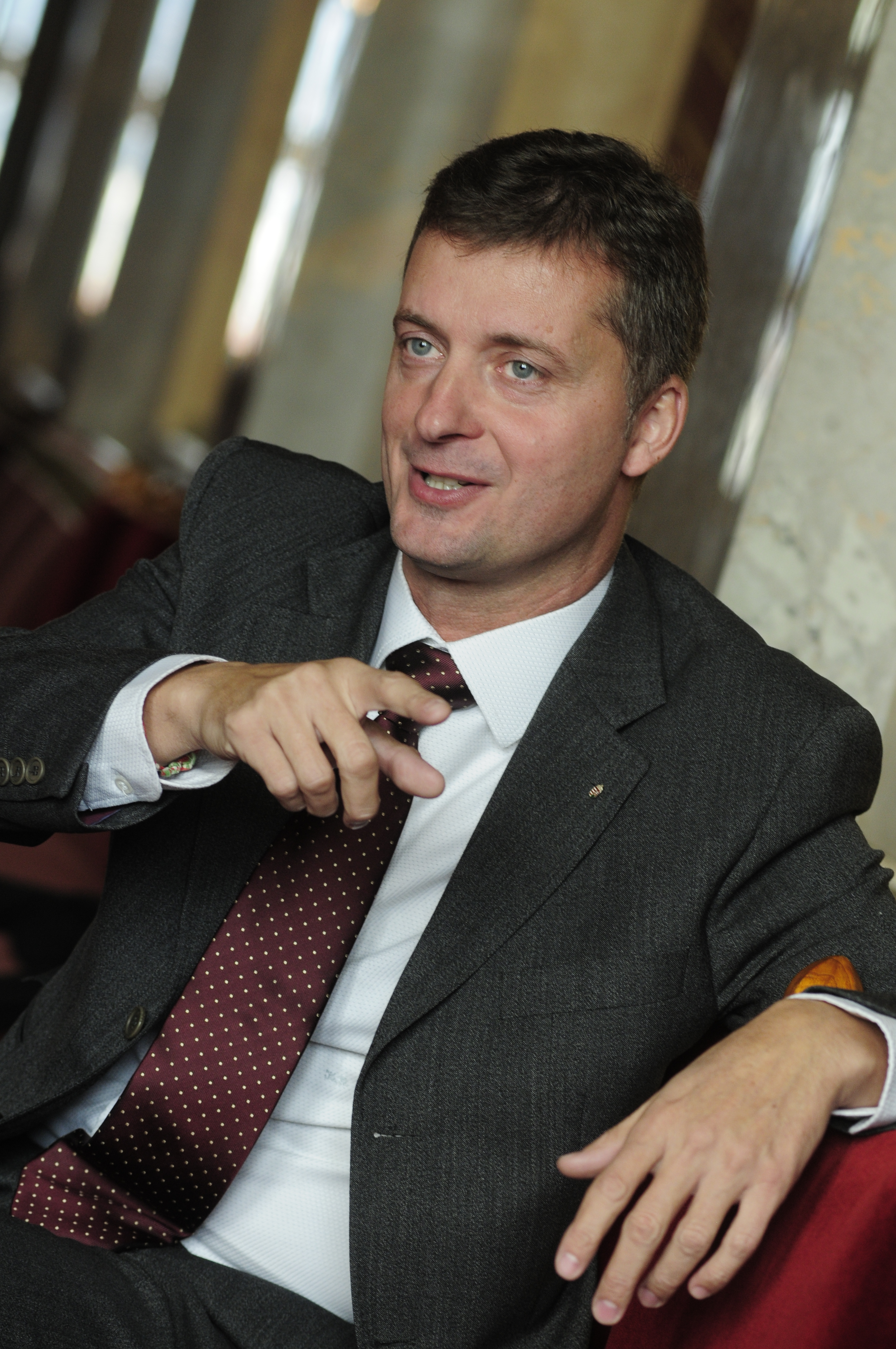
Gábor Kubatov

Gábor Kubatov (geboren am 17. Februar 1967 in Budapest) ist ein ungarischer Politiker, der Parteisekretär und Vorstandsmitglied der Partei Fidesz – Ungarischer Bürgerbund. Seit 2006 ist er Abgeordneter im ungarischen Parlament. Er ist seit dem 21. Februar 2011 der Vorsitzende des Fußballvereins Ferencvárosi Torna Club.

## Politische Tätigkeit
Gábor Kubatov wurde im Jahre 2002 Vorsitzender der Bezirksgruppe von Fidesz in dem Budapester 23. Bezirk Soroksár. Seit 1. Juli 2006 ist er der Parteisekretär der Partei. In demselben Jahr wurde er durch die Budapester Regionalliste ins Parlament gewählt. Er war vom 9. Oktober 2006 bis dem 13. Mai 2010 Mitglied des Kulturellen Ausschusses des Parlaments.
Kubatov wird regelmäßig als Wahlkampfleiter der Fidesz eingesetzt.

## Kontroversen
Kubatov gehört zu den passivsten Abgeordneten des Parlaments. Während seiner parlamentarischen Arbeit hat er sich nur einmal am 3. April 2007 zu Wort gemeldet.
Er wurde landesweit bekannt für zwei Tonaufnahmen, wo er von der sogenannten „Kubatov-Liste“ spricht. Diese Liste soll eine illegal zusammengestellte Liste mit privaten Daten der potentiellen Fidesz-Wähler sein, die im Wahlkampf benutzt sein sollte.